# Epidendrum harrisoniae
Epidendrum harrisoniae là một loài thực vật có hoa trong họ Lan. Loài này được Hook. mô tả khoa học đầu tiên năm 1833.